# Большие Сушки
Большие Сушки — деревня в Перемышльском районе Калужской области, в составе муниципального образования Сельское поселение «Деревня Большие Козлы».

## География
Расположено на берегу реки Сушки и безымянного озера в 17 километрах на северо-восток от районного центра — села Перемышль. Рядом деревня Елизаветинка.

## Население
| 2002 | 2010 |
| ---- | ---- |
| 8    | ↘6   |

## История
В XVIII веке поселение располагалось на землях, находящихся во владении представителей древнего дворянского рода И. И. Щербачева.

Сельцо Сушки деревня Сухая Еловка Ильи Иванова сына Щербачева…— Описания и алфавиты к Калужскому атласу
В 1858 году деревня (вл.) Сухая Еловка 1-го стана Перемышльского уезда, при речке Цвеленевой, 16 дворов — 122 жителя, по Лихвинскому почтовому тракту.
В «Списке населённых мест Калужской губернии», изданного в 1914 году, упоминается как деревня Сушка (Сухая Еловка), Желовской волости Перемышльского уезда Калужской губернии с церковно-приходской школой, население — 323 человека
Своё современное название — Большие Сушки деревня получила предположительно в конце 1930-х годов.
В годы Великой Отечественной войны деревня была оккупирована войсками Нацистской Германии с начала октября по 21 декабря 1941 года. Освобождена в ходе Калужской наступательной операции частями 50-й армии генерал-лейтенанта И. В. Болдина.
После войны в деревне был организован колхоз «Челюскинцы».